# 刘斌 (足球运动员)
刘斌（1991年3月20日—），中国足球运动员，现效力中国足球甲级联赛球队北京北控，司职后卫。

## 俱乐部生涯
刘斌从杭州绿城青年队出道，2009年曾经加入由绿城梯队组成的杭州三超参加2009年中国足球乙级联赛。2011年，他被主教练吴金贵提升进入杭州绿城一线队名单。5月11日，他在2011年亚足联冠军联赛小组赛最后一轮杭州绿城主场1比1战平FC首尔的比赛中首发出场，首次代表绿城一线队亮相。7月14日，他在杭州绿城0比0战平北京国安的比赛第78分钟替补矫喆出场，上演中超联赛首秀。联赛最后四轮，主教练吴金贵被队委会架空，球队使用大量年轻球员出场，刘斌全部获得首发机会并踢满全场。2012年，日本教练冈田武史接任球队主教练，刘斌开始成为球队的主力右后卫，他在2012赛季中得到21次联赛出场的机会。
2013年底，虽然刘斌先期已宣布转会加盟中国足球超级联赛球队上海申花，但在绿地集团接手上海申花后，由于转会名额限制，刘斌并未能够在申花一线队注册报名，而是被转租给了中国足球甲级联赛球队北京八喜。2014年联赛结束后，刘斌正式加盟北京北控。

## 国家队生涯
2012年4日，刘斌首次入选中国U-22国家队名单。5月9日，他在中国U22和马拉维的比赛中登场，第一次代表U22国家队出场。刘斌在6月份进行的2013年亚足联U22锦标赛资格赛中出场4次，帮助中国U22以3胜2平的成绩晋级2013年亚足联U22锦标赛。